# Margaritaria dubium-traceyi
Margaritaria dubium-traceyi là một loài thực vật có hoa trong họ Diệp hạ châu. Loài này được Airy Shaw & B.Hyland mô tả khoa học đầu tiên năm 1976.